# Albert Brettner
Albert Maria Brettner OSB (* 21. Juli 1928 in Göggingen; † 9. September 1987) war ein deutscher Benediktiner und Abt.

## Leben
Am 12. September 1949 legte er seine Profess in der Benediktinerabtei St. Stephan in Augsburg ab und wurde am 22. März 1953 zum Priester geweiht. 1970 wurde er zum achten Abt seines Klosters (gewählt am 14. Februar 1970, benediziert am 30. März 1970). Dieses Amt hatte er bis zu seinem Tod inne.
Von 1978 bis 1984 war er außerdem gewählter Präses der Bayerischen Benediktinerkongregation. 

## Ehrungen
Ihm wurde auch der Ehrentitel Geistlicher Rat verliehen.